# Marolles (Marne)
Pour les articles homonymes, voir Marolles.
Marolles est une commune française, située dans le département de la Marne en région Grand Est.

## Géographie

### Localisation
Marolles se trouve au sud-est du département de la Marne, en région Grand Est. La commune appartient à la région agricole du Perthois.
La commune de Marolles s'étend sur une superficie de 438 hectares. Sur son territoire, l'altitude varie de 100 à 114 mètres. Marolles se trouve à l'est de l'agglomération de Vitry-le-François. La partie de la commune au nord de la ligne de chemin de fer de Paris à Strasbourg est occupée par la zone industrielle de Vitry-Marolles. Au sud-est, se trouve le village de Marolles et ses lotissements[réf. nécessaire].
Par la route, Marolles se situe à 36 km de Châlons-en-Champagne, préfecture du département, à 26 km de Saint-Dizier, principale ville de la Haute-Marne, et à 4 km de Vitry-le-François, sous-préfecture et bureau centralisateur du canton de Vitry-le-François-Champagne et Der dont dépend Marolles depuis 2015. La commune fait en outre partie du bassin de vie de Vitry-le-François.
Marolles est limitrophe de 5 communes :
|                   | Vitry-en-Perthois | Reims-la-Brûlée      |
| Vitry-le-François | Marolles          |                      |
| Frignicourt       |                   | Luxémont-et-Villotte |

### Hydrographie
La commune est dans la région hydrographique « la Seine de sa source au confluent de l'Oise (exclu) » au sein du bassin Seine-Normandie. Elle est drainée par le ruisseau de Villotte et le ruisseau des Regales,.

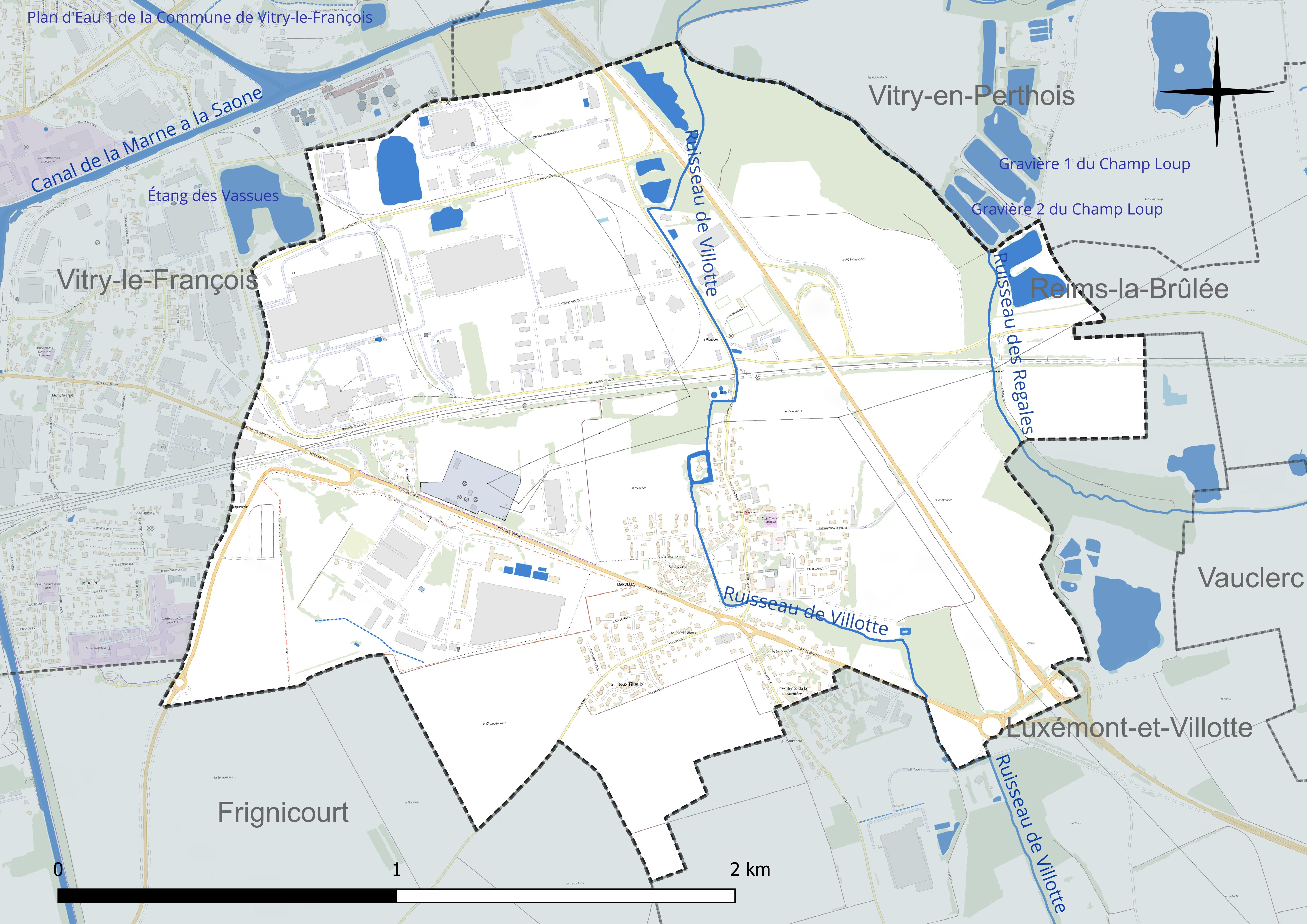
Réseau hydrographique de Marolles.

### Climat
Pour des articles plus généraux, voir Climat du Grand Est et Climat de la Marne.
En 2010, le climat de la commune est de type climat océanique dégradé des plaines du Centre et du Nord, selon une étude du Centre national de la recherche scientifique s'appuyant sur une série de données couvrant la période 1971-2000. En 2020, Météo-France publie une typologie des climats de la France métropolitaine dans laquelle la commune est exposée à un climat océanique altéré et est dans la région climatique  Nord-est du bassin Parisien, caractérisée par un ensoleillement médiocre, une pluviométrie moyenne régulièrement répartie au cours de l’année et un hiver froid (3 °C).
Pour la période 1971-2000, la température annuelle moyenne est de 10,6 °C, avec une amplitude thermique annuelle de 15,9 °C. Le cumul annuel moyen de précipitations est de 766 mm, avec 11,7 jours de précipitations en janvier et 8,6 jours en juillet. Pour la période 1991-2020, la température moyenne annuelle observée sur la station météorologique de Météo-France la plus proche, « Frignicourt », sur la commune de Frignicourt à 3 km à vol d'oiseau, est de 11,5 °C et le cumul annuel moyen de précipitations est de 694,6 mm. 
La température maximale relevée sur cette station est de 41,7 °C, atteinte le 25 juillet 2019 ; la température minimale est de −22 °C, atteinte le 9 janvier 1985,,.
Les paramètres climatiques de la commune ont été estimés pour le milieu du siècle (2041-2070) selon différents scénarios d'émission de gaz à effet de serre à partir des nouvelles projections climatiques de référence DRIAS-2020. Ils sont consultables sur un site dédié publié par Météo-France en novembre 2022.

## Urbanisme

### Typologie
Au 1er janvier 2024, Marolles est catégorisée bourg rural, selon la nouvelle grille communale de densité à sept niveaux définie par l'Insee en 2022.
Elle appartient à l'unité urbaine de Vitry-le-François, une agglomération intra-départementale regroupant trois  communes, dont elle est une commune de la banlieue,,. Par ailleurs la commune fait partie de l'aire d'attraction de Vitry-le-François, dont elle est une commune de la couronne,. Cette aire, qui regroupe 73 communes, est catégorisée dans les aires de moins de 50 000 habitants,.

### Occupation des sols
L'occupation des sols de la commune, telle qu'elle ressort de la base de données européenne d’occupation biophysique des sols Corine Land Cover (CLC), est marquée par l'importance des territoires agricoles (47,7 % en 2018), en diminution par rapport à 1990 (57,5 %). La répartition détaillée en 2018 est la suivante : 
terres arables (36,2 %), zones industrielles ou commerciales et réseaux de communication (34,7 %), zones agricoles hétérogènes (11,5 %), zones urbanisées (9,7 %), forêts (6 %), eaux continentales (2 %). L'évolution de l’occupation des sols de la commune et de ses infrastructures peut être observée sur les différentes représentations cartographiques du territoire : la carte de Cassini (XVIIIe siècle), la carte d'état-major (1820-1866) et les cartes ou photos aériennes de l'IGN pour la période actuelle (1950 à aujourd'hui).

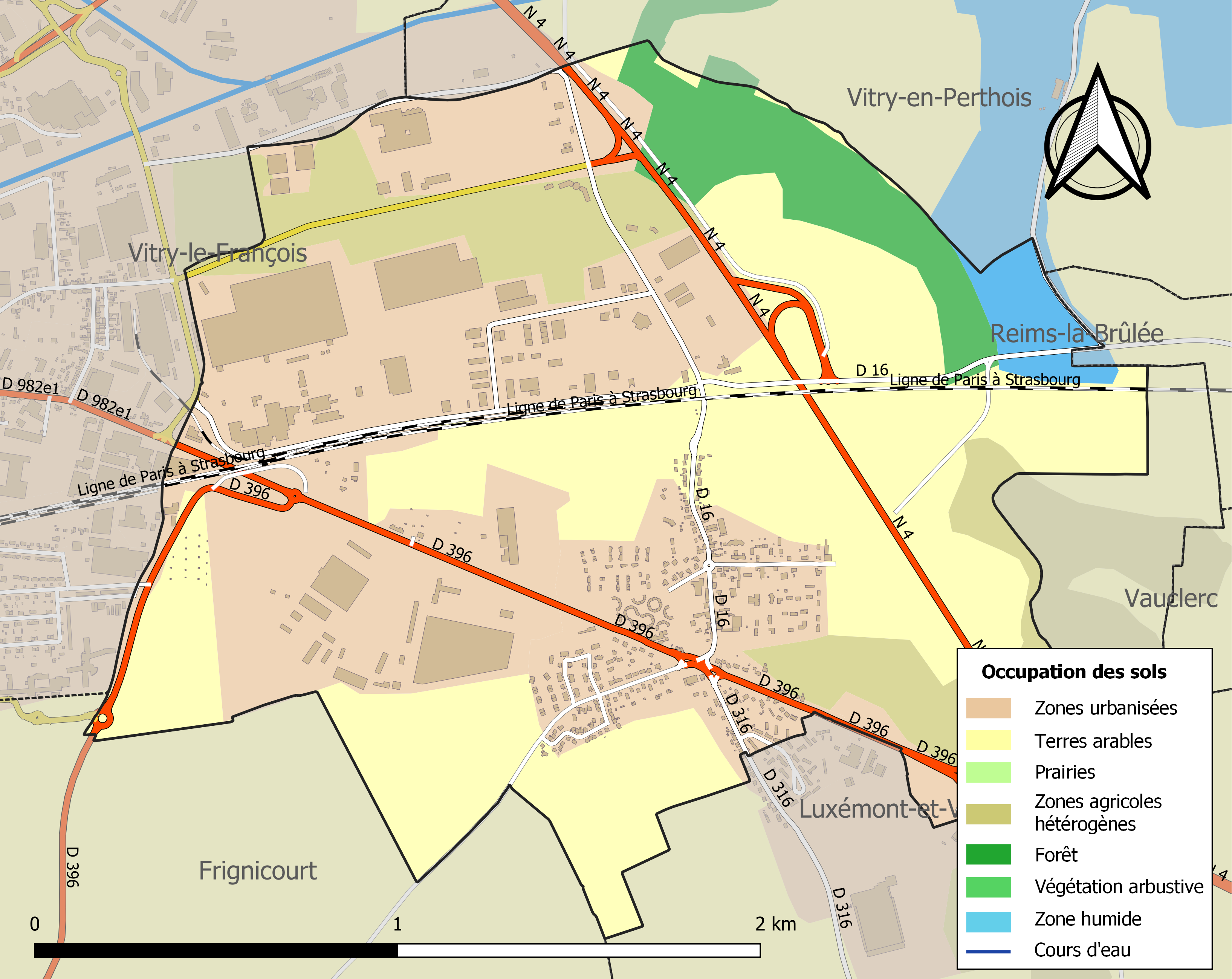
Carte des infrastructures et de l'occupation des sols de la commune en 2018 (CLC).

## Toponymie
Les mentions anciennes de la localité sont : Mairoles 1196, Mayroles 1213, Maroles, Marroles v.1252, Mairoliae 1254, Marroliae 1267, Meroles v.1274, Mairroliae 1280, Maroles de coste Vitry 1384, Marolliae 1405, Mairolles 1459, Maroialae et vulgo Marolles en 1775.
Toponyme d'origine gauloise très répandu, Marolles est composé de l'adjectif maros signifiant « grand » suivi de l'appellatif -ialon « clairière, lieu défriché » et par extension « village », donnant māro-ialon (ultérieurement latinisé en maro-ialum) dont le sens global est « grande clairière », « grand bourg »,.

## Politique et administration
| Période                                  | Période                     | Identité         | Étiquette | Qualité                                                     |
| ---------------------------------------- | --------------------------- | ---------------- | --------- | ----------------------------------------------------------- |
| Les données manquantes sont à compléter. |                             |                  |           |                                                             |
| avant 1981                               |                             | Robert Galland   | DVG       |                                                             |
| Les données manquantes sont à compléter. |                             |                  |           |                                                             |
| mars 2001                                | mars 2008                   | Bernard Bonnet   |           |                                                             |
| mars 2008                                | 2014                        | Évelyne Piombini |           |                                                             |
| 2014                                     | En cours (au 1er juin 2020) | Didier Noblet    |           | Ancien militaire de carrière Réélu pour le mandat 2020-2026 |

## Démographie
L'évolution du nombre d'habitants est connue à travers les recensements de la population effectués dans la commune depuis 1793. Pour les communes de moins de 10 000 habitants, une enquête de recensement portant sur toute la population est réalisée tous les cinq ans, les populations de référence des années intermédiaires étant quant à elles estimées par interpolation ou extrapolation. Pour la commune, le premier recensement exhaustif entrant dans le cadre du nouveau dispositif a été réalisé en 2006.

En 2022, la commune comptait 803 habitants, en évolution de −10,78 % par rapport à 2016 (Marne : −1,19 %, France hors Mayotte : +2,11 %).
| 1793 | 1800 | 1806 | 1821 | 1831 | 1836 | 1841 | 1846 | 1851 |
| ---- | ---- | ---- | ---- | ---- | ---- | ---- | ---- | ---- |
| 107  | 119  | 122  | 110  | 140  | 136  | 149  | 163  | 167  |

| 1856 | 1861 | 1866 | 1872 | 1876 | 1881 | 1886 | 1891 | 1896 |
| ---- | ---- | ---- | ---- | ---- | ---- | ---- | ---- | ---- |
| 154  | 155  | 166  | 156  | 147  | 143  | 144  | 142  | 141  |

| 1901 | 1906 | 1911 | 1921 | 1926 | 1931 | 1936 | 1946 | 1954 |
| ---- | ---- | ---- | ---- | ---- | ---- | ---- | ---- | ---- |
| 152  | 146  | 133  | 152  | 166  | 174  | 167  | 204  | 176  |

| 1962 | 1968 | 1975 | 1982 | 1990 | 1999 | 2006 | 2011 | 2016 |
| ---- | ---- | ---- | ---- | ---- | ---- | ---- | ---- | ---- |
| 297  | 323  | 375  | 480  | 495  | 529  | 759  | 905  | 900  |

| 2021 | 2022 | - | - | - | - | - | - | - |
| ---- | ---- | - | - | - | - | - | - | - |
| 827  | 803  | - | - | - | - | - | - | - |

## Culture locale et patrimoine

### Héraldique
| Armes de Marolles | Les armes de la commune se blasonnent ainsi : écartelé : au premier et au quatrième de sinople aux trois têtes de bélier d'argent, au deuxième et au troisième d'azur aux trois roses d'or. |